# Taraf de Haïdouks
Taraf de Haïdouks (u Rumuniji kao Taraful Haiducilor, u slobodnom prevodu „Folk hajduci”) je romska muzička grupa iz sela Kležani (Clejani) jugoistočno od Bukurešta u Rumuniji. Grupa je 1991. postala poznata širom sveta po njihovom izvođenju tradicionalne muzike Rumunije. Pripadaju grupi muzičara koje u Rumuniji zovu Lăutari (u doslovnom prevodu: violinisti).
Svetska karijera Taraf de Haïdouks-a je počela 1990. pošto su dvojica belgijskih muzičkih entuzijasta, Stefane Karo (Stéphane Karo) i Mišel Vinter (Michel Winter) proveli leto u Rumuniji. Tokom svog puta po Rumuniji sreli su i slušali preko 200 profesionalnih muzičara, od 13 do 78 godina. Posle celog leta provedenog u slušanju tradicionalne muzike, oduševljeni njom, odlučili su da organizuju evropsku turneju za izbor najboljih muzičara koje su sreli, koja je počela sa nekoliko koncerata u Belgiji. Ime koje su odabrali za grupu je kovanica od Taraf, turske reči koja znači grupa muzičara (ili na rumunskom: folk/narodna muzika), i Haidouks, koja je množina od reči hajduk. Prvo su odabrali 6 muzičara, da bi zatim pod pritiskom sela napravili grupu od 12 muzičara, uključujući i 13-ogodišnjeg svirača cimbala. Većina ovih muzičara nikad pre nije napustila selo u kome su živeli. 
Prvi album je izdala izdavačka kuća Crammed Discs 1991. godine, pod nazivom Musique des Tziganes de Roumanie („Muzika rumunskih Cigana”). Album je doživeo brz uspeh, i vrtoglavo se popeo na vrhove World Music top-lista. Ovo je dovelo do nove turneje, ovaj put po najznačajnijim festivalima gde bi svirali do ujutru. Drugi album Honourable Brigands, Magic Horses and Evil Eye („Časni razbojnici, čarobni konji i zlo oko”) snimljen je u Rumuniji, i takođe je doživeo veliki uspeh. Kao posledica, grupa se retko vraćala u svoje izvorno selo, te je uglavnom bila na različitim turnejama, a snimljen je i 52-minutni dokumentarac o njima. Svirali su i u Beogradu, 2001. na festivalu Ring Ring, i 2003. u SKC-u. 
U januaru 2002. dobili su nagradu World Music BBC-ja. Decembra 2002, u svojim osamdesetim godinama umire vođa Taraf de Haïdouks-a Nikolaje Neakšu. I pored ovoga, 2006. godine izdaju DVD pod nazivom The Continuing Adventures of Taraf de Haidouks („Nastavljaju se avanture Folk hajduka”), i nastavljaju sa turnejama. 

## Članovi grupe
Neki od stalnih i najbitnijih članova:
- Nikolaje „Kulaj” Neakšu (Nicolae Neacşu („Culai”)), violina i vokal, preminuo decembra 2002.
- Dumitru „Kakurika” Bajku (Dumitru Baicu („Cacurică”)), cimbal
- Ilie Jorga (Ilie Iorga), vokali, iz obližnjeg sela Marša (Mârşă) pored Kležanija
- Jon „Šajka/Bošorogu” Manole (Ion Manole („Şaică”/„Boşorogu”)), violina i vokal
- George „Kaliu” Angel (Gheorghe Anghel („Caliu”)), violina
- George „Flujeriči” Falkaru (Gheorghe Fălcaru („Fluierici”)) flauta, kontrabas

Ostali članovi i saradnici:
- Konstantin „Dinu” Sandu (Constantin Sandu („Dinu”)): cimbal, vokali
- Florea Parvan (Florea Pârvan): kontrabas
- Marin „Cagoe” Sandu (Marin Sandu („Ţagoe”)): kontrabas

## Albumi
- (1991)
- (1994)
- (1994)
- (1998)
- (2001)
- (2006)

## Spoljašnje veze
- Intervju sa Nikolajem Neakšuom povodom primanja BBC-jeve nagrade 2002.
- Veb prezentacija grupe na izdavačevoj lokaciji